# República Murrawarri
La República Murrawarri es una micronación que declaró su independencia de Australia en 2013, reclamando un territorio que se extiende a ambos lados de la frontera de los estados de Nueva Gales del Sur y Queensland. El territorio es la patria tradicional del pueblo murrawarri, una nación aborigen, pero cuya población actual comprende en su mayoría australianos no indígenas. El Gobierno de Australia no ha reconocido la declaración de independencia, así como tampoco ningún gobierno u organización internacional.

## Declaración de la Continuidad del Estado de la Nación Murrawarri
El 30 de marzo de 2013, la República Murrawarri emitió una declaración anunciando su independencia. El Consejo de los Pueblos de Murrawarri le dio a la Reina de Inglaterra [sic] Isabel II, a la primera ministra de Australia Julia Gillard, así como a los Primeros Ministros de Queensland (Campbell Newman) y Nueva Gales del Sur (Barry O'Farrell) 21 días para responder a la declaración.
Las solicitudes específicas hechas a la reina Isabel II fueron:
- Documentos de tratados entre la Nación Murrawarri y la Corona de Gran Bretaña que describen las condiciones de dicho tratado,
- Un documento de Escritura de Cesión que muestre que la Nación Murrawarri ha cedido Soberanía, Dominio y Ultimate (Radical) a la Corona de Gran Bretaña, o
- Documentos que muestran una declaración de guerra contra la Nación Murrawarri y su gente por parte de la Corona de Gran Bretaña.

El plazo expiró el 8 de mayo de 2013 y la Corona no dio respuesta. El Consejo interpretó que no presentaron los documentos solicitados como una afirmación por parte de la Corona de "la República Murrawarri como un Estado libre e independiente continuado, de conformidad con el derecho y los convenios internacionales". El 12 de mayo de 2013, el pueblo Murrawarri llevó su campaña de soberanía a las Naciones Unidas, pidiendo que se les reconozca como el país más nuevo del mundo. El 13 de mayo de 2013, la República Murrawarri estableció un Ministerio de Defensa. La Declaración de Independencia Continua establece que habrá un referéndum para el establecimiento de los elegidos a más tardar el 1 de abril de 2014 y que hasta ese referéndum, el Consejo Popular actuará como órgano rector.
El 30 de mayo de 2013, la revista Time informó que el Departamento del Fiscal General del Gobierno de Australia no había respondido porque no había base legal para una respuesta, una opinión respaldada por George Newhouse, un abogado de derechos humanos con sede en Sídney conocido por su trabajo con indígenas australianos.

## Geografía
El sitio web de la República Murrawarri identifica su territorio como de forma aproximadamente triangular, atravesando la frontera de Queensland-Nueva Gales del Sur con su vértice oriental cerca de las fronteras de los dos estados a unos 600 km del océano Pacífico, en el lado terrestre de la Gran Cordillera Divisoria. Su vértice noroeste cerca de la ciudad de Cunnamulla en Queensland y su vértice suroeste en la confluencia de los ríos Darling y Warrego. Tiene aproximadamente 200 km de este a oeste y unos 250 km de norte a sur. El sitio web de la república cita su área como 81,796 km², pero esta área es inconsistente con las medidas tomadas del mapa.
La inconsistencia entre el reclamo de tierras de Murrawarri y el área real de la tierra reclamada ha sido específicamente examinada en un estudio publicado por la Indigenous Policy Journal, que confirma que el área real de Murrawarri es de aproximadamente 22,170 km², menos de un tercio de lo que se reclama oficialmente. El estudio también concluyó que «la proclamación de la República Murrawarri actualmente está ejerciendo una influencia significativa sobre contextos similares en Australia», reforzando así el debate sobre la soberanía aborigen.
El sitio web First Peoples Worldwide cita la población de la República Murrawarri en aproximadamente 4000, pero este valor es inconsistente con las cifras del censo.
La vegetación y el clima dominantes, basados en la clasificación de Köppen, se describen como pastizales cálidos y persistentemente secos. Las temperaturas medias máximas y mínimas en enero son de unos 36 °C y 18 °C respectivamente y en julio son de 22 °C y 5 °C respectivamente. La precipitación es de aproximadamente 360 mm por año, con más lluvia en el verano que en el invierno.
La autopista Mitchell (A71) atraviesa el territorio de norte a sur.

## Consejo de Estado Provisional
El Consejo Provisional de Estado es el órgano de gobierno de la República Murrawarri. La primera reunión del Consejo Popular se llevó a cabo en Weilmoringle el 13 de julio de 2013, donde la reunión aprobó una resolución unánime para establecer el Consejo de Estado Provisional.
Está compuesto por 11 miembros que son Fred Hooper, Kevin Hooper, Phyllis Cubby, Evelyn Barker, Sam Jefferies, Desmond Jones, Phillip Sullivan, Julie Johnston, Gloria Johnston, Sharni Hooper y Alison Salt. Fred Hooper es el actual presidente del Consejo Provisional de Estado.

## Significado de la bandera
El marrón representa la tierra y el azul claro representa el cielo, donde residen los espíritus Murrawarri hasta su regreso en la estrella fugaz, así como el agua y la gente. Juntos, los colores representan a la madre tierra. La estrella blanca en la esquina superior izquierda tiene ocho puntas que representan los ocho grupos de clanes de la República Murrawarri.